# E-100
E-100は、第二次世界大戦中、ナチス・ドイツで試作された超重戦車である。
試作車の車体のみが完成し、完全な状態の車両は存在しないままに終戦を迎えた。

## 開発
戦車の各種構成品を共通化して生産性を高め、また重量ごとに戦車の標準化を行おうというE（Entwicklungstypen=開発タイプ）計画の一環として1943年6月30日に兵器局からアドラー製作所に開発指示が行われたことにより開発が始まった。
開発はポルシェ社が行っていたマウス計画と連携して進められた。1944年7月にヒトラーが超重戦車の開発停止を命じたために開発の優先順位は下げられ、試作車輌は3人のアドラー製作所作業員によってパーダーボルン近郊にあるハウステンベックのヘンシェル社工場にて細々と組立てが続けられた。
1945年4月、進軍してきたアメリカ軍第751野戦砲兵大隊に工場が接収された時点ではエンジンやサスペンションは未装着だったものの車体はほぼ完成していた。砲塔はマウスのものが流用される予定だったため未製作であった。

## その後
戦後、アメリカ軍は E-100 に興味を持ち、可能な限り組立てを行うように指示を行い、その管理下にて作業を続行させた。しかし組立て後の E-100 は走行には至らず、興味を失ったアメリカ軍は E-100をイギリス軍に引き渡した。しかしイギリス軍も1945年6月にイギリスに持ち帰ったもののその後の記録が残されていないことから、そのままスクラップにされたと考えられている。

## 構造

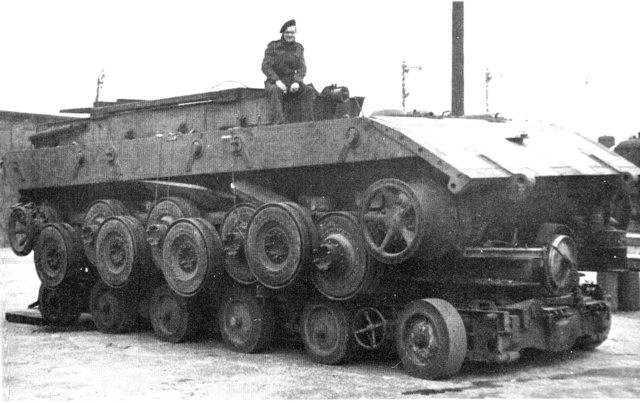
イギリス軍により1945年に接収、撮影されたシャーシ部分。運搬のため重量物運搬用トレーラー（クレマイヤー 80tトレーラー）の上に置かれている

試作車輌はティーガーIIと同じ HL230P30 エンジン (700hp) を搭載予定であったが、生産型では HL234 エンジン (800hp) 又は計画中であった過給器付エンジンとなる予定であった。マウスの砲塔の流用が予定されていたため、12.8cm 戦車砲 (12.8cm KwK44 L/55) 及び 7.5cm 戦車砲 (7.5cm KwK44 L/36.5)  が装備されることになっていたが、最終案として 15cm 戦車砲 (15cm KwK44 L/38) 及び 7.5cm 戦車砲 (7.5cm KwK44 L/36.5) 又は 17cm 戦車砲 (17cm KwK44) の搭載も計画されていた。ただし17cm戦車砲を搭載するには砲塔のスペースが足りないので他の駆逐戦車同様の固定式砲塔に改めなければならなかった。
車体前面装甲厚はマウスと同じ200mmであるが傾斜角60°で取り付けているためマウスを上回る防御力を備えている(単純計算で400mm厚に相当する。実際には砲弾が滑りやすい高傾斜な点を考慮にいれると400mmを大幅に超える厚み分の耐弾性を持つと思われる)。車体側面装甲厚は100mmで垂直に取り付けているが、避弾経始に優れた曲面を持つ60mmの装甲スカートを装着する構造になっている。車体底部には100mm厚の装甲が張られ地雷対策が施されている。
E計画の車輌は後部にエンジンや変速機をまとめて配置するという構造だが、E-50以上の大型車輌は従来の戦車同様に前部に変速機や起動輪を持つ形式であった。これは後部に変速機と共に収まる小型大出力エンジンの開発が遅れたためである。
サスペンションは他のE計画車輌同様に皿バネ型と呼ばれるものを外装式にし整備性を高めている。車体側部には装甲スカートが装備されたが、これと幅が 1m もある戦闘用履帯は鉄道輸送時には取り外すことになっていた。

## 登場作品

### 小説
『鏖殺の凶鳥』（文庫名：『凶鳥〈フッケバイン〉 ヒトラー最終指令』）
武装親衛隊が使用。ドイツ領内に墜落した国籍不明機の回収任務に派遣されたティーゲル戦闘団が1両を装備している。クンメルスドルフ陸軍兵器試験場で極秘裏に1両だけ完成させられたという設定で、実戦投入に合わせて鋳造の展望塔を設けるなどの改修が施されている。主砲には17cm砲を搭載している。

### ゲーム
『War Thunder』
12.8 cm 戦車砲搭載型（マウスの砲塔）がドイツ陸軍の重戦車として登場。イベントクリア者への限定配布。
『World of Tanks』
ドイツ重戦車E 100および、17cm砲を搭載する駆逐戦車としてJagdPz E 100と、12.8cm砲（15cm砲もある）の自動装填装置を搭載したWaffentrager auf E100がイベント報酬としてレンタル権が得られる。
『コンバットチョロQ』
アリーナのボスクラスの5番目に登場。1本分のHPを所持した車両が3両同時に登場し、1両が撃破される毎に残存車両の動作が早くなっていく。
『トータル・タンク・シミュレーター』
ドイツとイタリアの改超重戦車として登場。砲塔はマウスのものではなくヤークトティーガーのような角度のついた装甲板で12.8cm砲一門を搭載している。